# 소매치기

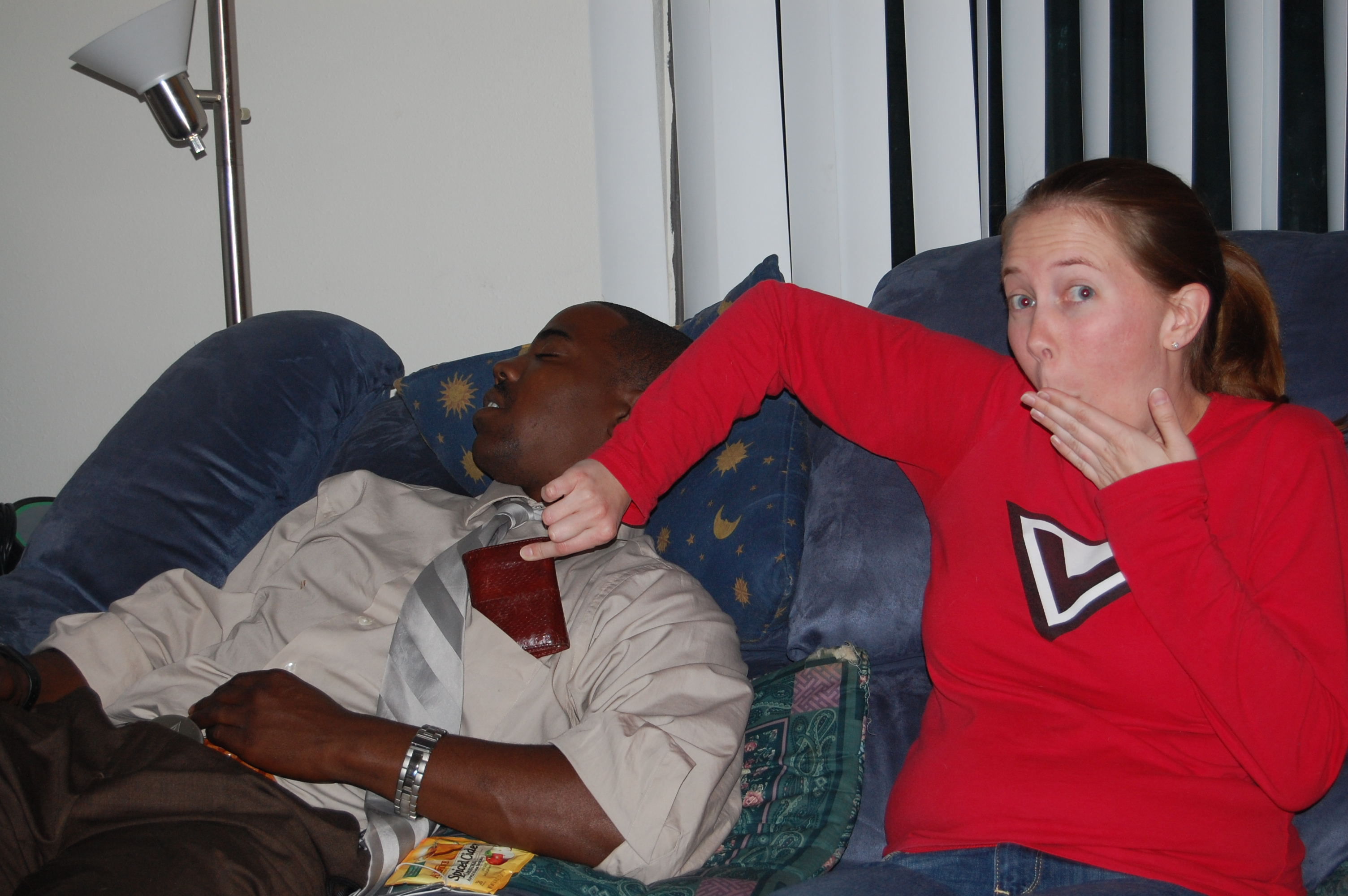
소매치기

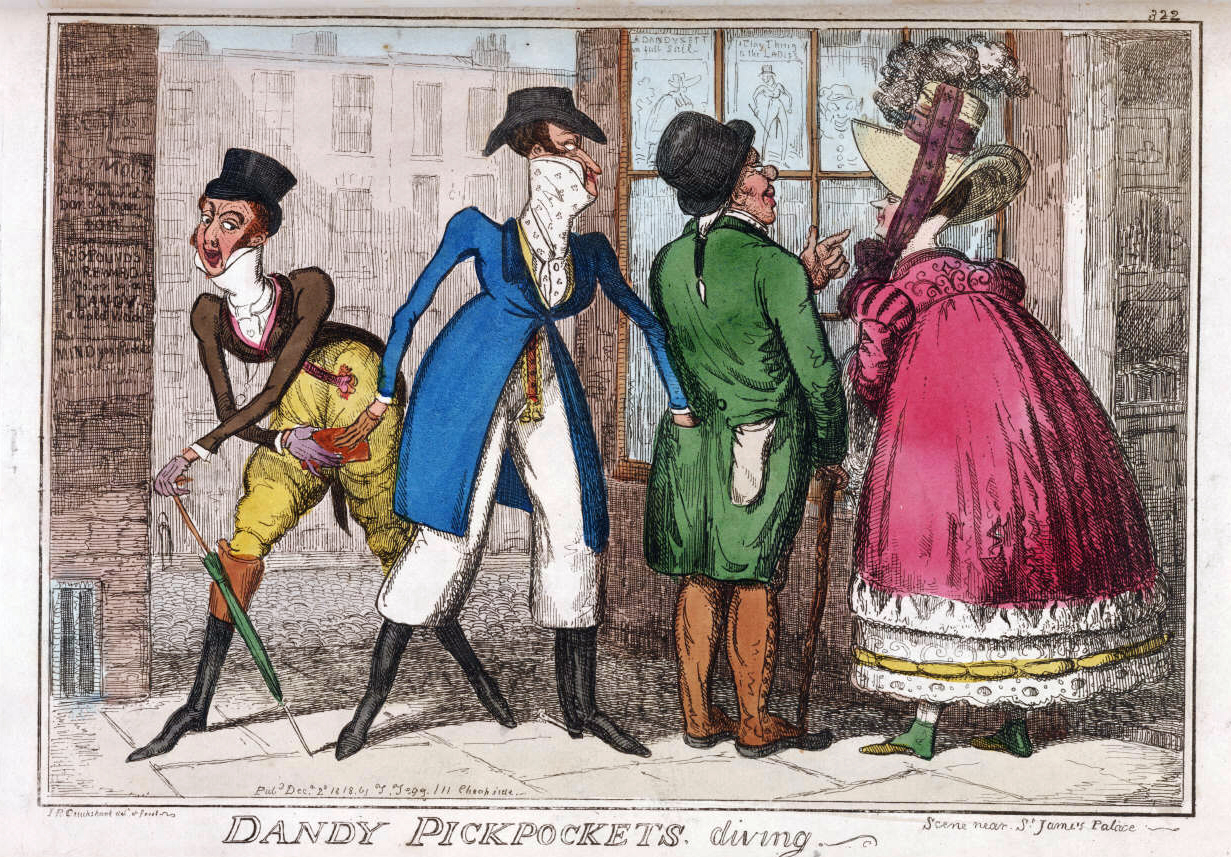
댄디 소매치기 다이빙: 세인트 제임스 궁전 근처의 장면

소매치기(문화어: 따기군)는 타인이 모르게 또는 허락 없이 주머니를 터는 범죄행위, 또는 그런 행위를 하는 사람을 일컫는다. 소매치기는 절도에 속하는 것으로 상대방이 알아채지 못하게 돈이나 금전적 가치가 있는 것을 훔치는 것을 의미한다. 이는 안 좋은 쪽으로의 상당한 손재주와 기교가 필요하다.
취객을 상대로 한 소매치기의 경우 과거에는 이를 ‘아리랑치기’라는 용어로 불렀으나 한민족아리랑연합회 등 여러 단체에서 아리랑의 이미지를 훼손한다며 다른 용어로 대체할 것을 요청해 ‘취객치기’ 또는 ‘부축빼기’라는 용어로 대체되었다.
소매치기도 조직적으로 움직이는 경우가 많다. 한 명이 작업대상의 시선을 끌고 있는 동안 한눈팔고 있는 작업대상의 지갑을 작업자가 소매치기 하며 이 때 제3자가 목격하지 못하도록 그 주변에 서서 몸으로 가리는 역할을 하는 조직원도 있다.
또한 소매치기는 물건을 훔쳤을 때 다음과 같이 처리한다.
- 현금: 나눠 갖는다.
- 수표: 고액권일수록 처리하기 힘들고 위험성이 높기 때문에 되려 암거래가격은 낮아진다. 10만원은 5만원, 50만원은 3만원, 100만원은 1만원, 500만원은 3천원이며 1천만원 이상은 그냥 찢어서 버린다.
- 귀금속: 반드시 녹여서 다른 형태로 만든 뒤 처분한다. FIFA 월드컵 트로피 중 쥘 리메 컵을 훔쳐간 일당들이 녹여서 다른 형태의 금괴로 만들어 팔아먹은 사례가 있었다.
- 신분증: 버리는 경우도 있지만 다른 범죄에 사용하기 위해 사진만 교체해서 사용하기도 한다.